# Tahual
Tahual je v současnosti neaktivní stratovulkán, nacházející se v jižní Guatemale, jižně od města Monjas. Vrchol 1716 m vysokého vulkánu je ukončen masivním, značně erodovaným sopečným kráterem. Poslední aktivita je doložena z holocénu - krátký bazaltový lávový proud na severovýchodním úpatí sopky.